# Ole Münster
Ole Münster (født 1955, Lyngby) er tidligere direktør i Haveselskabet 2009-12. Han er cand.polit. 1980. Sekretariatschef for Det Etiske Råd 1988-93, sekretariatschef i Dansk Psykolog Forening 1993-98, direktør i Dyrenes Beskyttelse 1998-2008. Er forfatter til bøgerne "Når idealer forenes med forretning. Moderne ledelse af velgørende organisationer" (2010, Gyldendal Business) sammen med Sofie Münster, "Dyrs rettigheder. Vejen til bedre dyrevelfærd" (2003, Thorups forlag), "Fosterbørn" (1989, Thorups forlag) sammen med Bo Andreasen Rix, "Byøkologi" (1987, miljøministeriet), "Hvor ligger naturen?" (1987, Thorups forlag). "Miljø og gensplejsning" (1987, miljøministeriet), "Gensplejsning - en ny miljøtrussel?" (1986, Munksgaards forlag).